# Байдеряково (Самарская область)
Байдеря́ково (чув. Питрекел)— село в Шигонском районе Самарской области. Входит в состав сельского поселения Суринск.

## География
Село расположено на правом берегу Усы. Рядом с селом проходит железнодорожная линия «Сызрань-Ульяновск».

## История
Основано около 1683 года переселенцами чувашами. По имени одного из них, Бейдеряка Оганёва — получило своё новое название. Байдеряк в тюркской мифологии Мировое дерево. Байдеряковым деревня называлась уже к 1746 году, к моменту первой переписи населения. Более древнее название — деревня Чувашский Бугор. Чувашское название села — Питрекел.

## Население
| 2010 |
| ---- |
| 806  |

## Знаменитые уроженцы
- Глухов, Алексей Петрович — лауреат премии Митта Васьли, член Чувашского национального конгресса.